# Pseudonortonia fragosa
Pseudonortonia fragosa är en stekelart som först beskrevs av Kohl 1907.  Pseudonortonia fragosa ingår i släktet Pseudonortonia och familjen Eumenidae. Inga underarter finns listade i Catalogue of Life.